# ティーガー級ミサイル艇
ティーガー級ミサイル艇（ドイツ語: Flugkörperschnellboot Tiger-Klasse）は、西ドイツ海軍および統一ドイツ海軍のSボート（高速戦闘艇）の艦級。エグゾセ艦対艦ミサイルを搭載しており、ドイツ海軍初のミサイル艇である。公称艦型は148型（Klasse-148）。

## 来歴
国防軍のSボート以来、ドイツの高速戦闘艇には定評があり、第二次世界大戦後の海軍再建の際にも、魚雷艇は重要な兵力として位置付けられた。連邦軍（西ドイツ海軍）では、バルト海という狭くて浅い内海での行動能力が重視されており、また特にその入り口にあたるスカゲラク海峡は狭く浅く、また霧や強風、潮流など航海の障害が多く、魚雷艇の作戦に適した海域と考えられていた。まず国防軍のSボートの設計を踏襲した149型（ジルバーメーヴェ級）が建造された。またその建造と並行して新設計の140型（ヤグアル級）の計画が進められ、1961年からは、小改正型の142型（ツォーベル級）も建造された。
一方、イスラエル海軍では、西ドイツのリュールセン（Lürssen）社の協力のもと、ヤグアル級をもとに多少大型化して汎用性を高めたサール型を開発し、並行して国内で開発していたガブリエル艦対艦ミサイルを搭載して、ミサイル艇として運用していた。政治的な事情から、艇の建造はフランスのシェルブールにあるCMN社の造船所で行われたが、同型の建造中にあたる1967年10月に発生したエイラート事件を受けて、西側諸国でもミサイル艇が注目されるようになり、1969年のギリシャ海軍の発注を皮切りに、CMN社はサール型の準同型艇（コンバタント型）多数を輸出することになった。
イスラエルの計画を援助する一方で、西ドイツ海軍自身も1960年代中盤よりミサイル艇の計画を進めており、1966年10月にはリュールセン社に対して複合構造（鉄骨木皮）艇の要求仕様が提示されていたものの、この時点では搭載する武器システムとして妥当なものがなく、開発は難航していた。このことから、漸進策として、1970年12月18日、サール型の系譜となるコンバタントII型の建造が発注された。これによって建造されたのが本級である。

## 設計
上記のとおり、本級はコンバタントII A4L型の設計を採用しており、これはイスラエル海軍とリュールセン社が設計したサール型の発展型であった。原型となった140型（ヤグアル級）では低磁性化の要請から木造船とされていたが、サール型ではイスラエル国内での建造を想定して鋼製船とされており、これは本級でも踏襲された。
主機としては、140型（ヤグアル級）の一部艇で導入され、サール型でも採用されたマイバッハMD872（MTU 16V538 TB90）ディーゼルエンジンが踏襲された。電源出力は270キロワットであった。

## 装備
ヴェガ・ポルックスPCE戦術情報処理装置を備えており、Cバンドのトリトン捕捉レーダーおよびXバンドのポルックス追尾レーダーを連接していた。このヴェガ・ポルックスPCEは、艦対艦ミサイルを含む武器管制機能も包括している。また「シュトルヒ」では低空警戒・対水上捜索レーダーをトリトンIIに、追尾レーダーをケストールIIに更新したほか、後にピラーニャ電子光学装置を連接した。その後、1990年までに、全艇で低空警戒・対水上捜索レーダーをトリトンGに、追尾レーダーをケストールIIに更新した。また、PALIS（Passice-Active-Link）装置を搭載して、リンク 11への連接に対応している。
主兵装となる艦対艦ミサイルはエグゾセMM38で、連装発射筒2基に収容されて、艦橋構造物直後に搭載された。艦砲としては、サールIII型と同様に、62口径76mm単装速射砲（76mmコンパット砲）を船首甲板に搭載した。船尾甲板の70口径40mm単装機銃は、当初は開放砲架だったが、1984年より、マウザー社のガラス繊維強化プラスチック製砲塔が搭載された。また機銃を撤去して機雷を搭載することもできる。

## 同型艇

### 一覧表
| 西ドイツ海軍 | 西ドイツ海軍 | 西ドイツ海軍       | 西ドイツ海軍 | 西ドイツ海軍    | 西ドイツ海軍    | 退役/再就役後    | 退役/再就役後    | 退役/再就役後                                         |
| #            | 旧艦名       | 新艦名             | 造船所       | 就役            | 退役            | 再就役先         | #                | 艦名                                                  |
| ------------ | ------------ | ------------------ | ------------ | --------------- | --------------- | ---------------- | ---------------- | ----------------------------------------------------- |
| P6141        | S41          | ティーガー Tiger   | CMN          | 1972年 10月31日 | 1998年 9月21日  | チリ海軍         | LM-39            | テニエンテ・ウリベ Teniente Uribe                     |
| P6142        | S42          | イルティス Iltis   | CMN          | 1973年 1月8日   | 1992年 10月15日 | ギリシャ海軍     | P-72             | ヴォトシス ΒΠ ΒΟΤΣΗΣ                                  |
| P6143        | S43          | ルクス Luchs       | CMN          | 1973年 4月9日   | 1998年 8月27日  | チリ海軍         | 部品取りに利用。 | 部品取りに利用。                                      |
| P6144        | S44          | マルダー Marder    | CMN          | 1973年 6月14日  | 1994年 5月25日  | ギリシャ海軍     | P-74             | ヴラハヴァスII ΒΠ ΒΛΑΧΑΒΑΣ ΙΙ                         |
| P6145        | S45          | レオパルト Leopard | CMN          | 1973年 8月21日  | 2000年 9月28日  | ギリシャ海軍     | P-76             | トーナス ΒΠ ΤΟΥΡΝΑΣ                                   |
| P6146        | S46          | フクス Fuchs       | リュールセン | 1973年 10月17日 | 2002年 12月16日 | エジプト海軍     | 10月6日          | 10月6日                                               |
| P6147        | S47          | ヤグアル Jaguar    | CMN          | 1973年 11月13日 | 2000年 9月28日  | ギリシャ海軍     | P-77             | サキピス ΒΠ ΣΑΚΙΠΗΣ                                   |
| P6148        | S48          | ルーヴェ Löwe      | リュールセン | 1974年 1月9日   | 2002年 12月16日 | エジプト海軍     | 10月21日         | 10月21日                                              |
| P6149        | S49          | ヴォルフ Wolf      | CMN          | 1974年 2月26日  | 1997年 8月27日  | チリ海軍         | LM-36            | グアルディアマリーナ・リケルメ Guardiamarina Riquelme |
| P6150        | S50          | パンター Panther   | リュールセン | 1974年 3月27日  | 2001年 9月27日  | 2003年に解体処分 | 2003年に解体処分 | 2003年に解体処分                                      |
| P6151        | S51          | ハーヘル Häher     | CMN          | 1974年 6月12日  | 1994年 6月24日  | ギリシャ海軍     | P-75             | マリダキス ΒΠ ΜΑΡΙΔΑΚΗΣ                               |
| P6152        | S52          | シュトルヒ Storch  | リュールセン | 1974年 6月17日  | 1992年 11月16日 | ギリシャ海軍     | P-73             | ペゾポウロス ΠΕΖΟΠΟΥΛΟΣ                               |
| P6153        | S53          | ペリカン Pelikan   | CMN          | 1974年 9月24日  | 1998年 6月4日   | チリ海軍         | 部品取りに利用。 | 部品取りに利用。                                      |
| P6154        | S54          | エルスター Elster  | リュールセン | 1974年 11月14日 | 1997年 8月27日  | チリ海軍         | LM-37            | テニエンテ・オレリャ Teniente Orella                  |
| P6155        | S55          | アルク Alk         | CMN          | 1975年 1月7日   | 2002年 5月13日  | エジプト海軍     | 10月23日         | 10月23日                                              |
| P6156        | S56          | ドメル Dommel      | リュールセン | 1975年 2月12日  | 2002年 12月16日 | エジプト海軍     | 6月18日          | 6月18日                                               |
| P6157        | S57          | ヴァイエ Weihe     | CMN          | 1975年 4月3日   | 2002年 12月16日 | エジプト海軍     | 4月25日          | 4月25日                                               |
| P6158        | S58          | ペンギン Pinguin   | リュールセン | 1975年 5月22日  | 2001年 6月28日  | 2003年に解体処分 | 2003年に解体処分 | 2003年に解体処分                                      |
| P6159        | S59          | ライハー Reiher    | CMN          | 1975年 6月24日  | 2001年 1月27日  | 2003年に解体処分 | 2003年に解体処分 | 2003年に解体処分                                      |
| P6160        | S60          | クラーニヒ Kranich | リュールセン | 1975年 8月6日   | 1998年 9月22日  | チリ海軍         | LM-38            | テニエンテ・セラーノ Teniente Serrano                 |

### 運用史
建造は西ドイツのリュールセンとフランスのCMN（ノルマンディー機械製造）とで行われ、1970年代前半にCMNで12隻、リュールセンで8隻の合計20隻が建造されて西ドイツ海軍に配備された。当初は艦名はなく、NATOのペナント・ナンバーとSボートとしての番号だけが付されていたが、1981年に艦名が付された。西ドイツ海軍では、ヤグアル級魚雷艇の後継として第3高速艇戦隊（3. Schnellbootgeschwader）と第5高速艇戦隊（5. Schnellbootgeschwader）に配備され、間もなく就役を開始したアルバトロス級ミサイル艇と共に、20年以上にわたって西ドイツ海軍および統一ドイツ海軍の戦力の一端を担っていた。
その後、冷戦終結後の軍縮の結果、1994年から逐次退役が始められ、2002年12月にはすべてのティーガー級がドイツ海軍から退役した。退役後のティーガー級は3隻が解体されたが、チリとギリシャが6隻ずつ、エジプトが5隻を引き取った。このうちチリでは2隻が部品取りとされたが、4隻がチリ海軍に再就役した。またギリシャにおいては、ECM/ESM装備などの近代化を行ったうえでラ・コンバタントIIa型として再就役させた。なお、ギリシャ海軍に引き渡された6隻のうち「ヴラハヴァスII」と「マリダキス」の2隻は、搭載する艦対艦ミサイルをRGM-84 ハープーンに換装している。

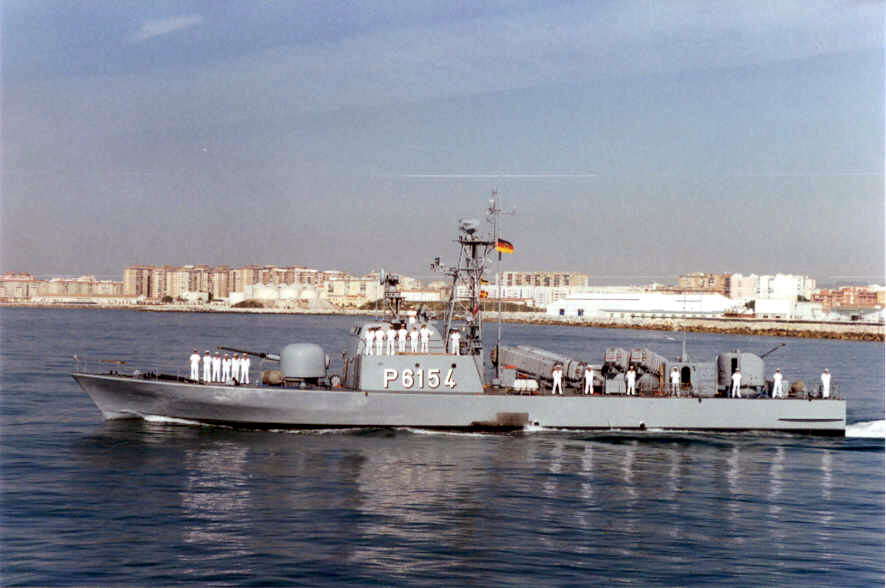
ドイツ海軍 P6154/S54 エルスター
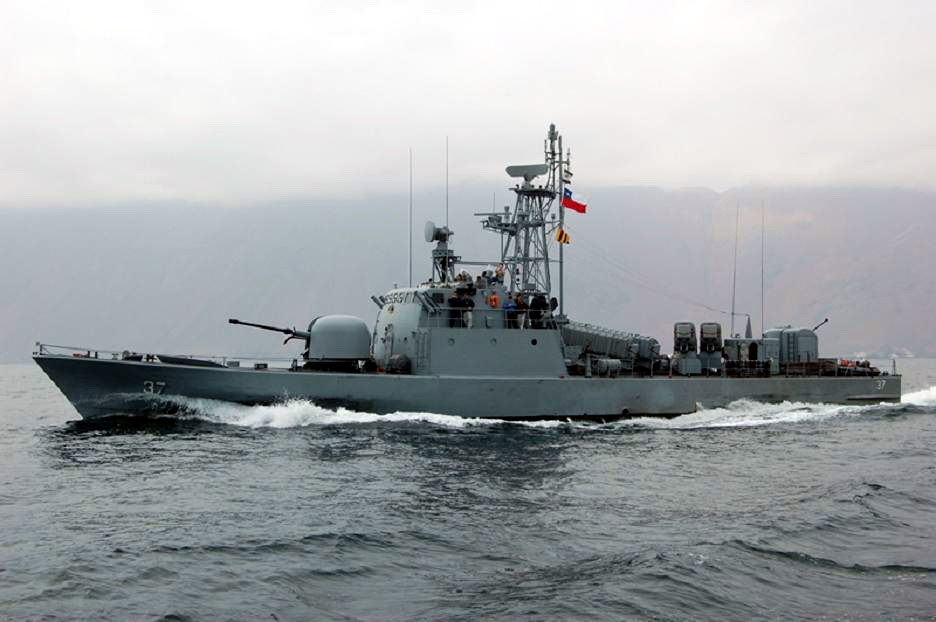
チリ海軍 LM-37 テニエンテ・オレリャ （旧ドイツ海軍 P6154/S54 エルスター）
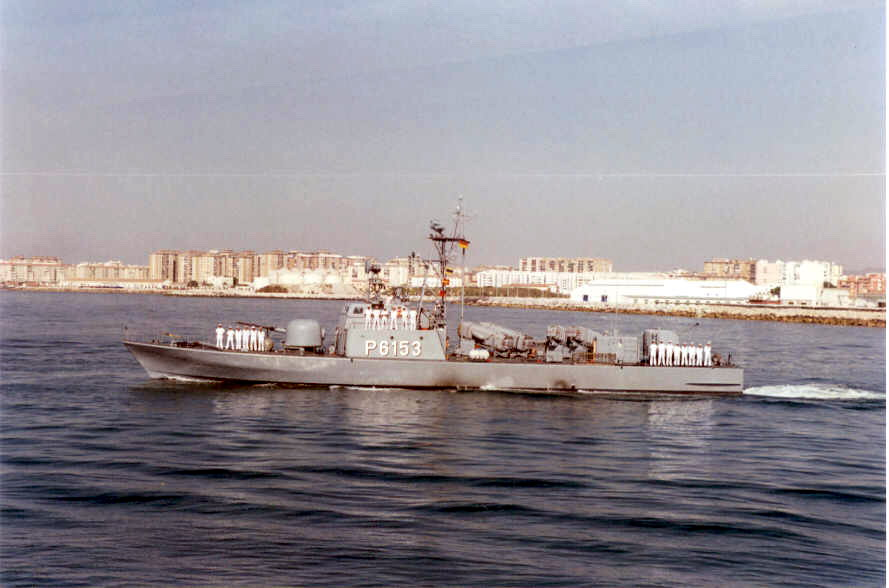
ドイツ海軍 P6153/S53 ペリカン
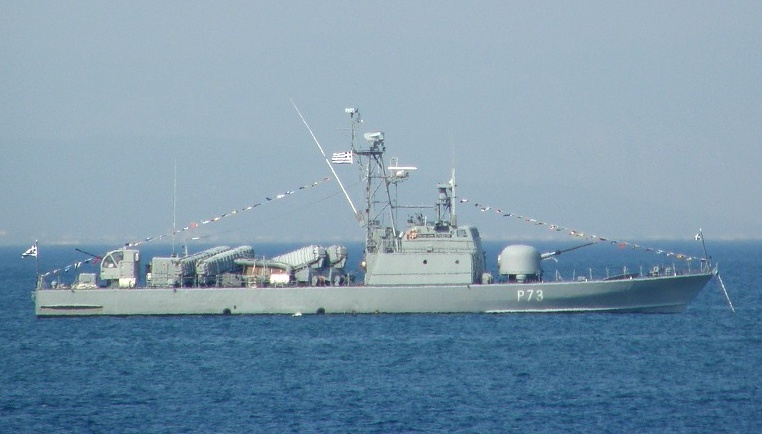
ギリシャ海軍 P-73 ペゾポウロス （旧ドイツ海軍 P6152/S52 シュトルヒ）
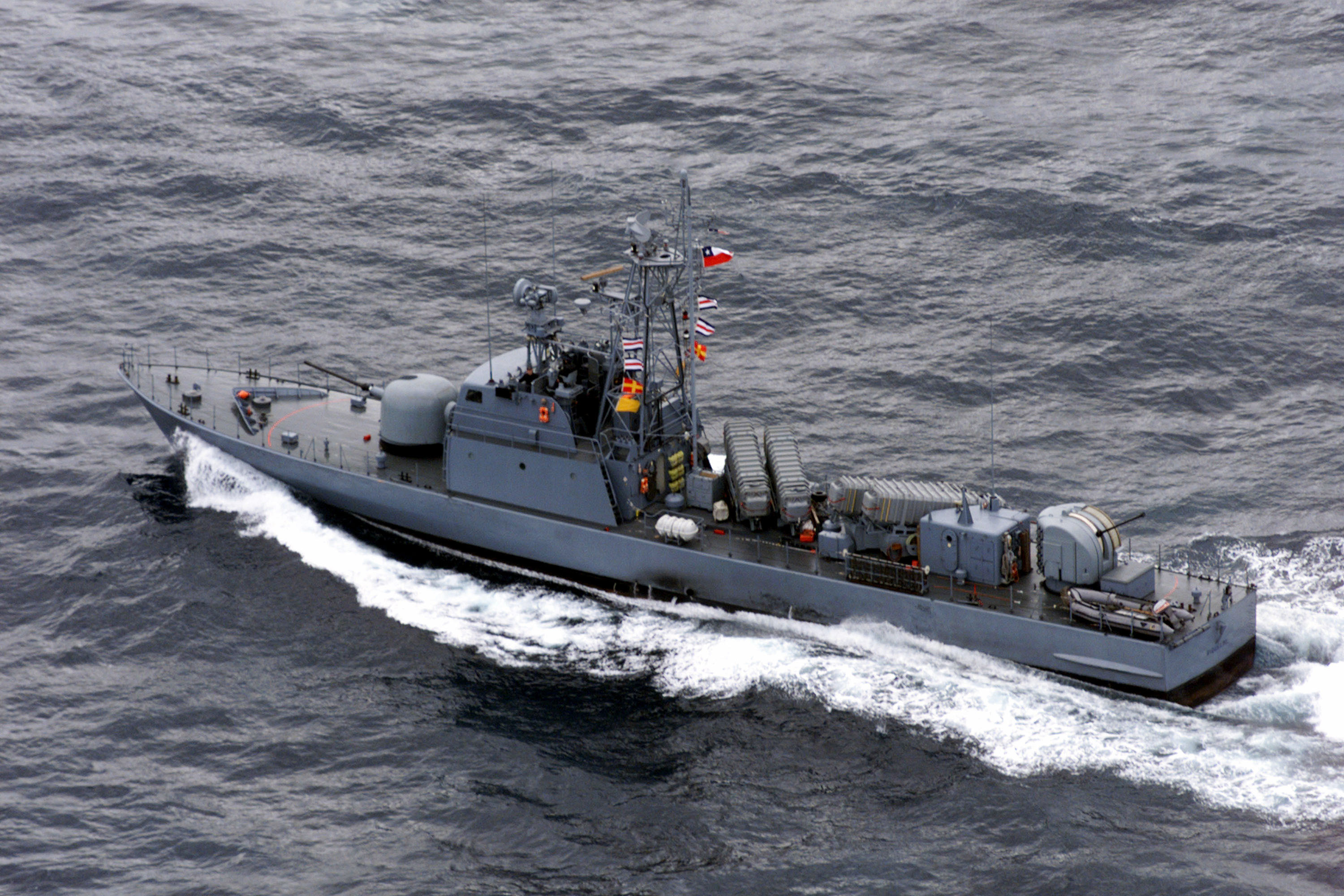
チリ海軍 LM-36 グアルディアマリーナ・リケルメ （旧ドイツ海軍 P6149/S49 ヴォルフ）
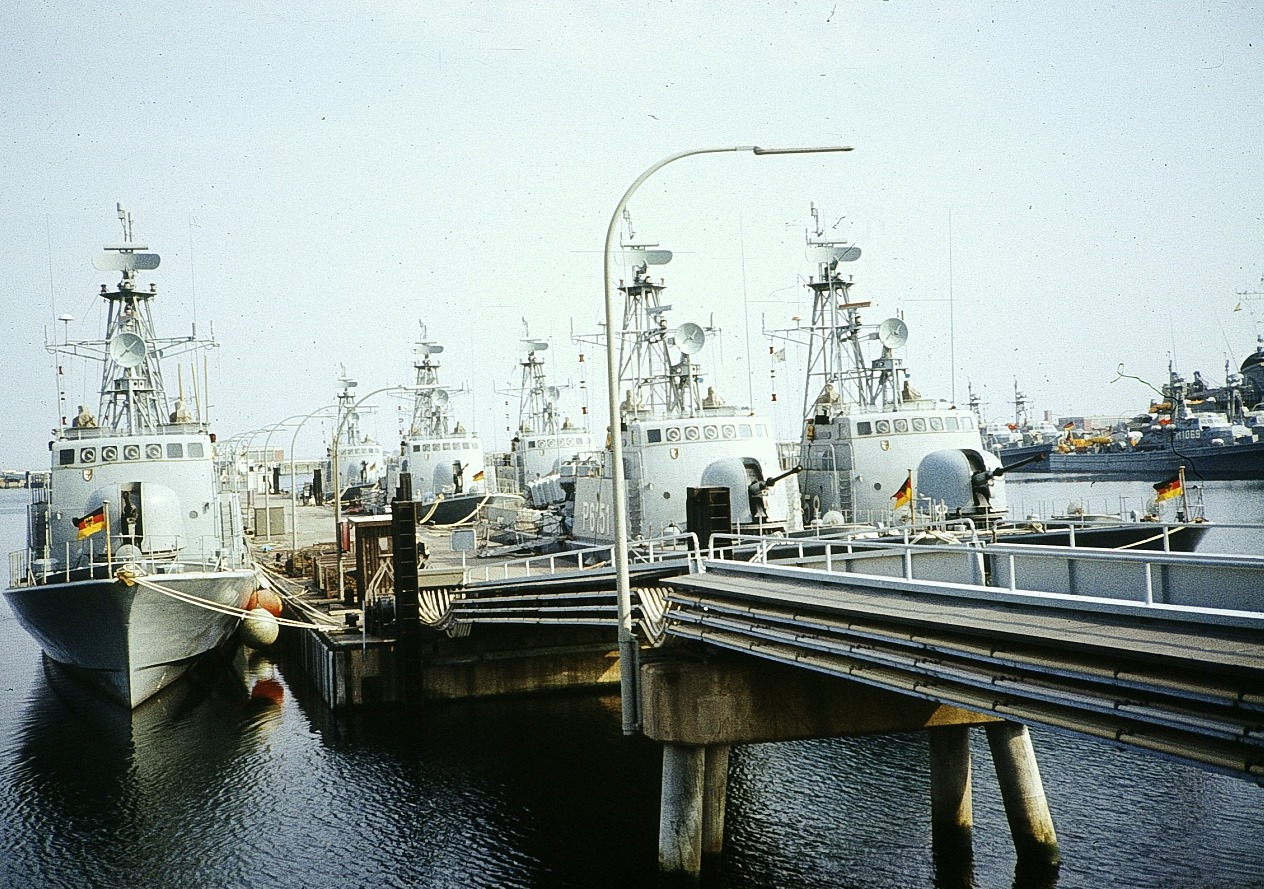
軍港に停泊中の、ティーガー級ミサイル艇。